# Carupania tarsocurvipes
Carupania tarsocurvipes är en spindelart som beskrevs av González-Sponga 2003. Carupania tarsocurvipes ingår i släktet Carupania och familjen dallerspindlar.
Artens utbredningsområde är Venezuela. Inga underarter finns listade.